# 南沙公主
南沙公主（?—?），中国南北朝梁朝公主，梁简文帝萧纲之女。母亲不详。名字不详。
南沙公主嫁给了陈郡袁氏的袁宪，袁宪在梁武帝以贵公子选尚南沙公主，作为皇帝的孙女婿。袁宪在梁朝、陈朝之际，历任中书令、侍中，在陈后主陈叔宝时担任尚书仆射。

## 传记资料
- 《陈書 袁宪傳》